# Świnoujście
Świnoujście (tysk: Swinemünde) er en by i voivodskabet Vestpommern i Polen med 39.834(30.12.2021) indbyggere. Świnoujście ligger på øerne Wollin, Uznam og Karsibór, hvor sundet Świna munder ud i Østersøen. De sydlige bydele ligger ud mod Stettin-noret (polsk: Zalew Szczeciński, tysk: Stettiner Haff).
Byen er kendt som kur- og badeby.
12. marts 1945 bliver byen sønderbombet af amerikanske bombefly. Man gætter på, at omkring 23.000 af byens indbyggere omkom denne dag

## Transport
Świnoujście ligger ved Europavej E65 og har færgeforbindelser til Ystad, Trelleborg, Rønne og København.

## Flådestation
Med sin lette adgang til Østersøen er det naturligt, at Świnoujście har flådestation og er hjemmehavn for en del af den polske flåde. Samtidig er der en del militære landinstallationer, bl.a. marinekaserne, på flådestationen.

## Ekstern henvisning
- Wikimedia Commons har flere filer relateret til Świnoujście
- Świnoujście-Swinemünde (polsk)